# 6741 Liyuan
6741 Liyuan este un asteroid din centura principală de asteroizi.

## Descriere
6741 Liyuan este un asteroid din centura principală de asteroizi. A fost descoperit pe 31 martie 1994 la Kitami de Kin Endate și Kazuro Watanabe. El prezintă o orbită caracterizată de o semiaxă mare de 2,30 ua, o excentricitate de 0,19 și o înclinație de 5,7° în raport cu ecliptica.